# Henry Erikson
Johan Henry Erikson (i riksdagen kallad Erikson i Uppsala), född 19 januari 1874 i Lerbäcks församling, Örebro län, död 2 september 1955 i Örebro Olaus Petri församling, var en skrädderiföreståndare. 
Han var en politiker och ledamot av riksdagens andra kammare 1915-1916.